# Ruda (Gidle)
Pour les articles homonymes, voir Ruda.
Ruda (prononciation [ˈruda]) est un village de la gmina de Gidle , du powiat de Radomsko, dans la voïvodie de Łódź, situé dans le centre de la Pologne.
Il se situe à environ 2 kilomètres (km) au nord-ouest de Gidle (siège de la gmina), 12 kilomètres au sud de Radomsko (siège du powiat) et 92 kilomètres au sud de Łódź (capitale de la voïvodie).
Sa population s'élevait à 216 habitants en 2010.

## Administration
De 1975 à 1998, le village était attaché administrativement à l'ancienne voïvodie de Częstochowa.

Depuis 1999, il fait partie de la nouvelle voïvodie de Łódź.